# Jeannette Bayisenge
Jeannette Bayisenge est une femme politique et professeure d'université rwandaise. Elle est ministre du Genre et de la Promotion de la famille de 2020 à 2023, puis ministre de la Fonction publique et du Travail de 2023 à 2024 dans le gouvernement Ngirente. 

## Biographie

### Formation
Jeannette Bayisenge est titulaire d'un doctorat en travail social axé sur le genre de l'université de Göteborg (Suède), d'une maîtrise en coopération au développement avec une spécialisation en « femmes et développement » de l'université pour femmes Ewha à Séoul (Corée du Sud), ainsi que d'une licence en travail social de l'université nationale du Rwanda,.

### Carrière universitaire
Jeannette Bayisenge travaille de 2004 à 2020 au collège des arts et des sciences sociales de l'université du Rwanda. Elle est directrice du Centre d'études sur le genre et professeur associée d'études sur le genre,. 

### Activités institutionnelles
Elle est présidente du Conseil national des femmes à partir de juin 2018, et siège au sein de plusieurs conseils et commissions. Elle est notamment présidente du conseil de la ville de Kigali et du district de Gasabo,, vice-présidente du conseil d'administration de l'Agence de développement des entités administratives locales (LODA) ainsi que membre du conseil d'administration de l'Agence nationale d'identification (NIDA),,.

### Fonctions politiques
Jeannette Bayisenge fait son entrée au gouvernement en février 2020, quand elle est nommée ministre du Genre et de la Promotion de la famille à la place de Solina Nyirahabimana,. Elle reste à ce poste pendant 3 ans, avant de remplacer Fanfan Rwanyindo Kayirangwa au Ministère de la Fonction publique et du Travail lors du remaniement du 22 août 2023, laissant à cette occasion le Ministère du Genre à Valentine Uwamariya (en).
Elle quitte le gouvernement lors du remaniement de juin 2024, où elle est remplacée par Jeanne d'Arc Mujawamariya.